# اشرف داری
اشرف داری (انگلیسی: Achraf Dari؛ زادهٔ ۶ مهٔ ۱۹۹۹) بازیکن فوتبال اهل مراکش است.
از باشگاه‌هایی که در آن بازی کرده‌است می‌توان به باشگاه فوتبال استاد برستوا ۲۹ و باشگاه فوتبال الوداد کازابلانکا اشاره کرد.
وی همچنین در تیم‌های ملی فوتبال زیر ۲۰ سال مراکش، زیر ۲۳ سال مراکش و مراکش بازی کرده‌است.